# Battaglia di Empel
La battaglia di Empel fu uno scontro che si svolse l'8 dicembre 1585 presso Empel (attuali Paesi Bassi) nel corso della guerra degli ottant'anni. Le forze spagnole, in evidente inferiorità numerica rispetto agli olandesi che si contrapponevano loro, riuscirono inaspettatamente a vincere lo scontro, motivo per cui la battaglia divenne nota nella storiografia spagnola anche col nome di miracolo di Empel.

## La battaglia
Dopo la campagna militare del 1585, il governatore generale dei Paesi Bassi spagnoli e comandante delle truppe di Filippo II, il principe Alessandro Farnese, decise di portarsi negli accampamenti nei territori del nord dell'Olanda per trascorrere l'inverno. Le truppe di Karl von Mansfeld occuparono l'area attorno alla città di 's-Hertogenbosch. Circa 3000-4000 tercios, tra i quali Juan del Águila, al comando del maestro di campo Francisco Arias de Bobadilla si trovavano attestati nel Bommelerwaard, regione che si supponeva ricca a sufficienza da poter supportare queste truppe per tutto l'inverno. Ma tutti i contadini locali avevano lasciato l'isola, portando con sé le provviste per il periodo invernale.
A peggiorare la situazione delle truppe spagnole, il comandante olandese Filippo di Hohenlohe-Neuenstein era giunto sul posto con una forza di terra imbarcata su 100 navi. Il capo degli olandesi offrirono una resa onorevole agli spagnoli, ma la risposta fu risoluta: «Los infantes españoles prefieren la muerte a la deshonra. Ya hablaremos de capitulación después de muertos.» (in italiano: "I soldati spagnoli preferiscono la morte al disonore. Parleremo della resa dopo la morte"). Filippo di Hohenlohe-Neuenstein ruppe le dighe di Bommelwaard, costringendo gli spagnoli a ritirarsi verso il Reno verso Empel. Questi furono in grado di raggiungere appena la città di 's-Hertogenbosch, sia per la difficoltà del terreno inondato e per la presenza della flotta dell'Hohenlohe. L'isola venne attaccata sia dall'artiglieria proveniente da un forte vicino, sia dall'altra parte del forte.

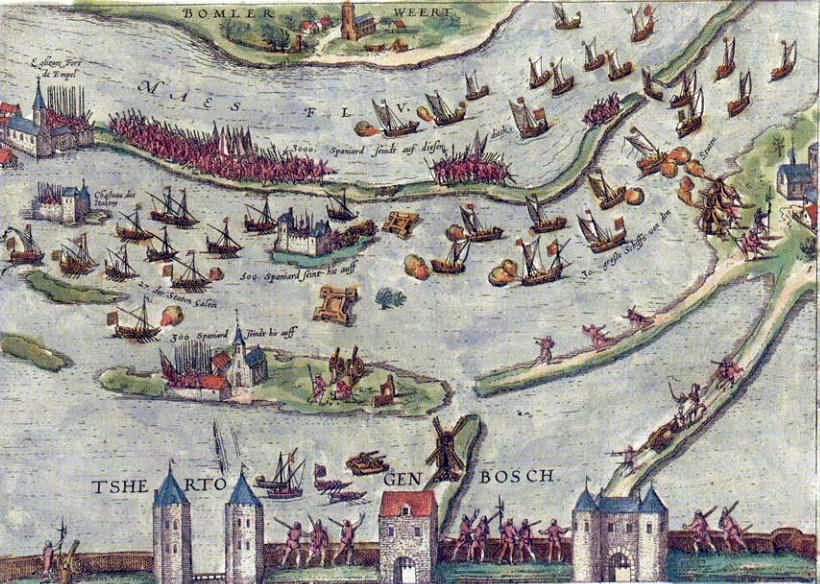
Empel nel dicembre del 1585, rappresentata alla fine del XVI secolo, disegno di Frans Hogenberg e Georg Braun.

La situazione agli spagnoli pareva disperata. Un soldato spagnolo che stava scavando una trincea attorno alla chiesa locale commentò: "questa sembra più la mia tomba che una trincea". Scavando trovò un dipinto rappresentante l'Immacolata Concezione. Bobadilla interpretò la scoperta come un segno di Dio ed il dipinto venne portato dagli spagnoli come una bandiera.
Quella stessa notte, un improvviso calo delle temperature iniziò a gelare l'acqua sulle terre inondate circostanti la città. Questo consentì agli spagnoli di attaccare gli olandesi e bruciare così le loro navi. L'ammiraglio Hohenlohe-Neuenstein rispose dicendo: "Sembra che Dio sia dalla parte degli spagnoli con quel miracolo".
In quello stesso giorno, l'Immacolata Concezione venne proclamata patrona dei tercios spagnoli nelle Fiandre ed in Italia.

## Nel XIX secolo
L'8 dicembre 1854 papa Pio IX definì il dogma dell'Immacolata Concezione della Beata Vergine Maria. Nel 1892 Maria Cristina d'Austria, regina reggente di Spagna, proclamò l'Immacolata Concezione come patrona dell'intera fanteria spagnola.